# Bezirk Tarnobrzeg
Bezirk Tarnobrzeg – dawny powiat (Bezirk) kraju koronnego Królestwo Galicji i Lodomerii, funkcjonujący w latach 1854–1867. Siedzibą starostwa było miasteczko Tarnobrzeg.

## Historia
Bezirk Tarnobrzeg utworzono w ramach reformy uwłaszczeniowej z okresu Wiosny Ludów (1848–1849), która likwidowała jurysdykcję właściciela ziemskiego nad poddanymi. W Galicji, dominium – jako podstawowa jednostka administracyjna i filar systemu feudalnego straciło rację bytu. Konieczne stało się zatem wprowadzenie nowego systemu administracyjnego, którego zręby powstały w latach 1851–1855. Nowy trójstopniowy podział administracyjny objął 21 cyrkułów (niem. Kreise), 179 małych powiatów (niem. Bezirke) i ponad 6000 gmin (niem. Gemeinde). 
Bezirk Tarnobrzeg objął obszar o wielkości 8,8 mil², zamieszkany przez 22.094 ludzi i podzielony na 28 gmin katastralnych, w tym dwa miasteczka (Tarnobrzeg i Maydan). Wszedł w skład cyrkułu rzeszowskiego, jako jeden z jego jedenastu powiatów. Na północnym zachodzie graniczył z Imperium Rosyjskim.
Po nadaniu Galicji autonomii oraz powołaniu samorządu gminnego i powiatowego w 1865 zlikwidowano cyrkuły (Kreise). Dotychczasowe małe powiaty (Bezirke) w liczbie 179, utrzymały się do 1867 roku, kiedy to w następstwie kolejnej reformy administracyjnej (23 stycznia 1867) zostały zastąpione przez 74 większych powiatów. Obszar zniesionego Bezirk Tarnobrzeg wszedł wtedy w skład nowych powiatów tarnobrzeskiego i kolbuszowskiego (vide podział w tabeli poniżej). 19 czerwca 1867 i 1 sierpnia 1878 częściowo zmieniono granice tych powiatów, także z powiatem niskim.

## Podział administracyjny (1854)
| Lp. | Gmina jednostkowa                                        | Powierzchnia | Ludność | Powiat w 1867 po zniesieniu |
| --- | -------------------------------------------------------- | ------------ | ------- | --------------------------- |
| 1   | Tarnobrzeg (m)                                           | 310          | 1146    | tarnobrzeski                |
| 2   | Dzików z Podłężem i Wymysłowem                           | 2080         | 490     | tarnobrzeski                |
| 3   | Miechocin ze Skałkami                                    | 1130         | 458     | tarnobrzeski                |
| 4   | Dęba i Grabina, Siedlica i Zapaderny                     | 8510         | 749     | tarnobrzeski                |
| 5   | Przyszów Szlachecki                                      | 610          | 278     | tarnobrzeski                |
| 6   | Sielec                                                   | 690          | 292     | tarnobrzeski                |
| 7   | Kaimów                                                   | 380          | 183     | tarnobrzeski                |
| 8   | Tarnowska Wola z Rozalinem                               |              | 690     | tarnobrzeski                |
| 9   | Trześń                                                   | 2985         | 739     | tarnobrzeski                |
| 10  | Machów                                                   | 2030         | 490     | tarnobrzeski                |
| 11  | Wielowieś z Jasieniem i Kępą                             | 1885         | 673     | tarnobrzeski                |
| 12  | Zakrzów                                                  | 1093         | 248     | tarnobrzeski                |
| 13  | Żupawa z Jeziórkiem, Furmanami, Lisią Górą i Porębami    | 5445         | 1643    | tarnobrzeski                |
| 14  | Zarzekowice                                              | 240          | 84      | tarnobrzeski                |
| 15  | Koćmierzów                                               | 515          | 169     | tarnobrzeski                |
| 16  | Mokrzyszów                                               | 2350         | 858     | tarnobrzeski                |
| 17  | Sobów                                                    | 2385         | 917     | tarnobrzeski                |
| 18  | Stale                                                    | 1800         | 958     | tarnobrzeski                |
| 19  | Krawce                                                   | 7500         | 575     | tarnobrzeski                |
| 20  | Krzątka z Drozdowem, Klatkami, Wygodą, Magierą i Iżkowem | 9290         | 2181    | kolbuszowski                |
| 21  | Chmielów z Mogiłami                                      | 3420         | 1253    | tarnobrzeski                |
| 22  | Cygany                                                   | 1560         | 870     | tarnobrzeski                |
| 23  | Jadachy                                                  | 5580         | 909     | tarnobrzeski                |
| 24  | Maydan (m) z Porębami                                    | 2560         | 1152    | kolbuszowski                |
| 25  | Brzostowa Góra ze Stawiskiem                             | 2470         | 674     | kolbuszowski                |
| 26  | Huta Komorowska, Krzywica i Góra                         | 3200         | 913     | kolbuszowski                |
| 27  | Komorów z Krzywdą, Porębami i Kamionką                   | 2270         | 944     | kolbuszowski                |
| 28  | Dąbrowica ze Ślęzakami, Kaczakami i Markami              | 6850         | 1556    | tarnobrzeski                |

Objaśnienie:
(M) = miasto; (m) = miasteczko